# Quận Esmeralda, Nevada
Quận Esmerakda là một quận thuộc tiểu bang Nevada, Hoa Kỳ.

## Địa lý
Theo Cục Cục điều tra dân số Hoa Kỳ, quận có tổng diện tích là 3.589 dặm vuông (9.295 km ²), trong đó 3.588 dặm vuông (9.294 km ²) là đất và 0 dặm vuông (1 km ²) (0,01%) là nước. Một phần rất nhỏ của vườn quốc gia Death Valley nằm ở góc đông nam của nó.
Quận này được chi phối bởi các dãy núi Silver Peak và Monte Cristo. Dãy núi ở quận này bao gồm: 
- Đỉnh Boundary, 13.147 feet (4.007 m), điểm cao nhất tại Nevada
- Đỉnh Piper, 9.450 feet (2.880 m)
- Núi Magruder 9044 feet (2756 m)
- Đỉnh Montezuma, 8.373 feet (2.552 m)
- Đỉnh Emigrant, 6.790 feet (2.069 m)

### Các đường cao tốc
- Tuyến 95
- Tuyến 6
- State Route 264
- State Route 266
- State Route 773

### Quận lân cận
- Quận Mineral - tây bắc
- Quận Nye - phía đông và phía bắc
- Quận Inyo, California - phía nam
- Quận Mono, California - tây